# Голокост у Болехові
Голокост у Болехові (івр. שואה בבולכוב) — знищення єврейського населення Болехова німецькою окупаційною владою упродовж нацистського панування у місті в 1941—1944 роках.

## Передісторія
Перші євреї поселилися у Болехові ще наприкінці XVI ст. Єврейським купцям було дозволено селитися на ринковій площі.
Єврейський квартал зосереджувався у південно-східній частині міста. У XVIII ст. єврейська громада була найчисленнішою у місті, налічуючи вже на початку століття близько тисячі душ. 
1845 року у Болехові відкрито єврейську лікарню, якою традиційно опікувався кагал. 1856 р. запрацювала єврейська школа, де вивчали іврит, польську та німецьку мови. У 1902 р. розпочала роботу школа з викладанням івритом для дівчат, а в 1908 р. — для хлопців.
На початку ХХ ст. чисельність єврейського населення Болехова невпинно зростала. 1910 р. з 4 тис. жителів Болехова 78% становили євреї, що було одним із найвищих показників у Галичині. Проте на чисельності єврейського населення міста негативно позначилася Перша світова війна.
На початку 1920-х рр. завдяки фінансовій допомозі організації «American Joint Distribution Committee» у Болехові засновано перший єврейський банк.
У вересні 1939 р. Болехів зайняла Червона Армія. Радянська влада розпочала переслідування і репресії проти членів усіх суспільно-політичних організацій та партій, включаючи і єврейські. Було розпущено всі єврейські інституції. Погіршилася економічна обстановка.

## Історія
3 липня 1941 р. у місто вступили словацькі і угорські війська, тоді ж пролунали деякі українські антиєврейські заяви. Вже 4 липня 1941 р. вчинено погром, під час якого було вбито багато євреїв. У липні-серпні 1941 р. Болехів займають німецькі війська. У серпні 1941 р. тут установилася цивільна німецька окупаційна адміністрація. Місто ввійшло до Стрийського окружного староства дистрикту Галичина. Створено юденрат, євреїв зобов'язали до важких примусових фізичних робіт у трудовому таборі. Перша акція винищення сталася 28–29 жовтня 1941 р. і виявилася наймасштабнішою. Людей було загнано в колишні червоноармійські казарми, а потім перевезено до місця страти — в околиці Таняви (де після війни встановлено пам'ятник). Там було розстріляно 750 осіб. Ті, хто пережив розправу, опинилися у Болехівському гетто, яке було замкнутого типу, але покинути його можна було тільки для робіт.
Табір примусової праці для євреїв проіснував із січня 1942 до серпня 1943 р. Після масштабної ліквідаційної акції 13 липня 1943 р. близько 1,5 тис. примусових робітників залишилися у Болехові та 25 серпня 1943 р. були розстріляні.У квітні 1942 р. на території єврейського цвинтаря у приміському селі Довжка розстріляно ще 450 євреїв (т. зв. друга акція). У червні 1942 р. в Болехові та навколишніх селах проживав 4281 єврей, із них 1588 було залучено до примусових робіт. У серпні 1942 р. до Болехова переселено євреїв із навколишніх сіл. Третя акція відбулася 3–5 вересня 1942 року. Після цього у місті залишилося приблизно 2500 євреїв. У жовні-листопаді 1942 р. частину євреїв вивезли у Стрий. У Болехові на цей час залишалося тільки 1748 єврейських робітників. У грудні 1942 р. євреї, зайняті на роботах у Болехові, були переведені у бараки. Євреїв, які залишались у місті, розстріляли німці у липні 1942 р. під час четвертої акції. Їх поховано на єврейському кладовищі Болехова. У цей самий час у Стрию розстріляли інших євреїв із Болехова. 23 серпня 1943 р. болехівське гетто було ліквідовано.
Усього за час нацистського правління у Болехові страчено 3800 євреїв, 450 було вивезено в табір смерті Белжець. Вижити вдалося, переховуючись у довколишніх лісах, лише 48 євреям, які у 1945–1946 рр. виїхали у Польщу.